# Lug (gmina Prozor-Rama)
Lug – wieś w Bośni i Hercegowinie, w Federacji Bośni i Hercegowiny, w kantonie hercegowińsko-neretwiańskim, w gminie Prozor-Rama. W 2013 roku liczyła 543 mieszkańców, z czego większość stanowili Boszniacy.